# William Rosado
William Rosado (* 1970) ist ein US-amerikanischer Comiczeichner.

## Leben und Arbeit
Rosado begann in den frühen 1990er Jahren als hauptberuflicher Comiczeichner zu arbeiten.
Seither hat Rosado für die Verlage DC-Comics und Image gearbeitet. Sein Portfolio umfasst unter anderem Engagements als Stammzeichner für die Serie New Titans in den Mitt-1990er Jahren, sowie als Gastzeichner für Serien wie Green Arrow (#115, 116), Detective Comics (#726-728, 747, 776), Birds of Prey (#35), Nightwing (#70). Darüber hinaus hat er einige Spezialprojekte gezeichnet wie Speed Force #1 und Arsenal Special #1. Einer von Rosados häufigsten künstlerischen Kollaborateuren in der Vergangenheit war der Autor Chuck Dixon.
| Personendaten    | Personendaten                   |
| ---------------- | ------------------------------- |
| NAME             | Rosado, William                 |
| KURZBESCHREIBUNG | US-amerikanischer Comiczeichner |
| GEBURTSDATUM     | 1970                            |